# Estlands Konservative Folkeparti
Estlands Konservative Folkeparti (estisk: Eesti Konservatiivne Rahvaerakond), EKRE, er et højreorienteret, nationalistisk politisk parti i Estland.
Ved parlamentsvalget i 2015 fik det 8,1 % af stemmerne og 7 mandater i Rigsforsamlingen (af 101).
Estlands Konservative Folkeparti har en kritisk indstilling til indvandring fra ikke-vestlige lande. Det mener, at der er brug for endnu mere demokrati, end landet har i dag, blandt andet går det ind for flere folkeafstemninger.